# Districtul Tata
Tata (în maghiară Tatai járás) este un district în județul Komárom-Esztergom, Ungaria.
Districtul are o suprafață de 306,71 km2 și o populație de 38.742 locuitori (2013).